# Copa Barón de Güell
La Copa Barón de Güell es un trofeo que premia, desde 1924, al equipo nacional español más destacado por su actuación deportiva durante el año. Desde 1982 forma parte de los Premios Nacionales del Deporte, otorgados anualmente por el Consejo Superior de Deportes (CSD) en una ceremonia realizada en el Palacio Real de Madrid por la Casa Real.
Las selecciones más galardonadas son las selecciones masculina (7 premios) y femenina (5 premios) de baloncesto, seguidas por las selecciones de atletismo, gimnasia rítmica y masculina de hockey sobre patines con 3 premios cada una.

## Premiados
Las selecciones nacionales premiadas con la Copa Barón de Güell desde 1982, año de su inclusión en los Premios Nacionales del Deporte, han sido:
| Año  | Equipo                                                                                   |
| ---- | ---------------------------------------------------------------------------------------- |
| 1982 | Equipo nacional de atletismo                                                             |
| 1983 | Selección de baloncesto                                                                  |
| 1984 | Selección de baloncesto                                                                  |
| 1985 | Selección nacional de atletismo                                                          |
| 1986 | Equipo femenino de golf                                                                  |
| 1987 | Selección nacional de gimnasia rítmica                                                   |
| 1988 | Selección nacional de natación de minusválidos                                           |
| 1989 | Selección masculina de hockey sobre patines                                              |
| 1990 | Selección masculina de waterpolo                                                         |
| 1991 | Selección masculina de balonmano                                                         |
| 1992 | Selección femenina de hockey sobre hierba                                                |
| 1993 | Selección femenina de baloncesto                                                         |
| 1994 | Equipo femenino de espada                                                                |
| 1995 | Selección femenina de rugby y equipo nacional de trial                                   |
| 1996 | Selección masculina de waterpolo y selección nacional de gimnasia rítmica                |
| 1997 | Equipo nacional de maratón                                                               |
| 1998 | Selección de baloncesto de discipacitados intelectuales                                  |
| 1999 | Selección masculina de baloncesto junior y selección masculina de fútbol sub-20          |
| 2000 | Equipo de Copa Davis                                                                     |
| 2001 | Selección masculina de fútbol sala                                                       |
| 2002 | Equipo nacional de atletismo                                                             |
| 2003 | Selección masculina de baloncesto y selección femenina de baloncesto                     |
| 2004 | Equipo de Copa Davis                                                                     |
| 2005 | Selección masculina de balonmano                                                         |
| 2006 | Selección masculina de baloncesto                                                        |
| 2007 | Selección masculina de voleibol                                                          |
| 2008 | Selección masculina de fútbol                                                            |
| 2009 | Selección masculina de baloncesto y selección femenina de baloncesto                     |
| 2010 | Selección masculina de fútbol                                                            |
| 2011 | Selección masculina de hockey sobre patines                                              |
| 2012 | Selección femenina de waterpolo                                                          |
| 2013 | Selecciones femeninas de baloncesto                                                      |
| 2014 | Selección femenina de fútbol y selección nacional de gimnasia rítmica                    |
| 2015 | Selección masculina de baloncesto                                                        |
| 2016 | Equipo olímpico español de piragüismo                                                    |
| 2017 | Selección masculina de hockey sobre patines y selección femenina de hockey sobre patines |
| 2018 | Selección femenina de fútbol sub-17                                                      |
| 2019 | Selección masculina de baloncesto y selección femenina de baloncesto                     |
| 2020 | Premio extraordinario                                                                    |
| 2021 | Equipo mixto de tiro olímpico (Fátima Gálvez y Alberto Fernández)                        |

1. ↑  Debido a la falta de competiciones en 2020, se otorgó un premio extraordinario a los y las deportistas que lucharon contra la pandemia de COVID-19